# Taro Kid
Skyers 5 (スカイヤーズ5) é uma série de mangá escrita e ilustrada por Noboru Kawasaki. A versão impressa foi publicada na revista Shōnen Book entre 1966 e 1968. Uma adaptação para anime com doze episódios foi produzida pelo estúdio Eiken e exibida pela TBS entre 4 de outubro e 27 de dezembro de 1967 em luz monocromática. Esse teve uma sequência de 26 episódios que foram exibidos entre 7 de outubro de 1971 e 30 de março de 1972 pelo mesmo canal.
No Brasil, tais as séries foram exibidas na Record, na década de 1960, e na Tupi, na década de 70, com o nome de Tarô Kid. Além do Brasil, fora do Japão, o anime foi também exibido em alguns países hispânicos, como Peru, sob o título de Agente S-5.
É um anime de ação e espionagem ao estilo James Bond que segue o esquadrão de agentes secretos formado por Tarô Kid, o Ás de espadas, Sayuri, o Ás de Copas, Sansão, o Ás de Ouros e Poka, o Ás de Paus.
Uma figura de ação do personagem principal e uma réplica plastimodelo de sua nave. A abertura e o encerramento do anime foram incluídos no álbum de grandes êxitos TV-Cartoon's Greatest Hits lançado pela Teichiku Records em 19 de dezembro de 2001.